# Prerrenderización
La prerrenderización es el proceso de renderización previa, sistema en que las imágenes no son renderizadas en tiempo real por el hardware que muestra los gráficos o reproduce el vídeo. Parte de los gráficos o vídeos se renderiza previamente en diferentes equipos, generalmente más potentes que el material responsable de la pantalla final. Los archivos prerrenderizados previamente se usan cuando el procesamiento en tiempo real no es posible para lograr el mismo resultado. El prerrenderizado fue usado principalmente en videojuegos (anteriores al 2003, aproximadamente), los cuales eran de 3D y 2D. Este método se utilizó mucho en los primeros juegos de series como Resident Evil  o Dino Crisis 2  entre otros.